# Madame X (film fra 1929)
 For alternative betydninger, se Madame X. (Se også artikler, som begynder med Madame X)
Madame X er en amerikansk dramafilm fra 1929, instrueret af Lionel Barrymore. Filmen har Ruth Chatterton i rollen som en falden kvinde, der længes efter at blive genforenet med sin søn.
Manuskriptet er skrevet af Willard Mack baseret på skuespillet af samme navn fra 1908 skrevet af den franske dramatiker Alexandre Bisson.
Barrymore blev nomineret til en Oscar for bedste instruktør og Chatterton blev nomineret til en Oscar for bedste kvindelige hovedrolle.

## Medvirkende
- Ruth Chatterton som Jacqueline Floriot
- Lewis Stone som Louis Floriot
- Raymond Hackett som Raymond Floriot
- Holmes Herbert som Noel
- Eugenie Besserer som Rose, Floriot's tjener
- Mitchell Lewis som Colonel Hanby
- Ullrich Haupt som Laroque
- Sidney Toler som Dr. Merivel
- Richard Carle som Perissard
- Claude King som Valmorin, anklageren

## Eksterne Henvisninger
- Madame X på Internet Movie Database (engelsk)
- Madame X i Svensk Filmdatabas (svensk)
- Madame X på AlloCiné (fransk)
- Madame X på MovieMeter (nederlandsk)
- Madame X på AllMovie (engelsk)
- Madame X hos American Film Institute (engelsk)
- Madame X på Turner Classic Movies (engelsk)
- Madame X på The Movie Database (engelsk)
- Madame X på Rotten Tomatoes (engelsk)
- Madame X på Filmaffinity (engelsk)